# Tectaria rumicifolia
Tectaria rumicifolia là một loài thực vật có mạch trong họ Dryopteridaceae. Loài này được (Ridl.) C. Chr. miêu tả khoa học đầu tiên năm 1934.